# Campo di internamento di Lama dei Peligni
Il campo di internamento di Lama dei Peligni, in provincia di Chieti, è uno dei numerosi campi di internamento istituiti dal governo fascista in seguito all'entrata dell'Italia nella seconda guerra mondiale, per accomodarvi stranieri e antifascisti. Fu operante dal luglio 1940 al settembre 1943, essenzialmente con funzioni di smistamento e transito, con una capienza massima di 60-70 persone. Vi furono internati vari gruppi di stranieri e apolidi, inclusi ebrei.

## La storia
Nel giugno 1940 fu individuato come possibile luogo di internamento nella provincia di Chieti un edificio a Lama dei Peligni, nel centro del paese lungo il corso Nazionale Frentano, di proprietà di Camilla Borrelli. Il campo fu usato per raccogliere cittadini stranieri, inclusi ebrei. Alla direzione del campo fu preposto il Podestà del paese. La sorveglianza fu affidata ai carabinieri e l'assistenza sanitaria al dott. Vincenzo Pierantoni e quindi al dott. Giuseppe Baglioni.
I primi internati giunsero nel luglio 1940; il loro numero variò nel tempo in conseguenza dei numerosi trasferimenti giacché il campo ebbe funzioni prevalentemente di smistamento e transito. La tendenza fu comunque sempre più verso un certo sovraffollamento della struttura, oltre i 60 posti che vi erano stati predisposti.
Il freddo intenso nei mesi invernali e la frequente mancanza di acqua corrente resero talora pesanti le condizioni di vita nel campo. Gli internati tuttavia godevano di ampia libertà di movimento nelle ore diurne e inoltre consumavano i pasti nelle locande del paese, il che offrì loro la possibilità di frequenti contatti con gli abitanti del luogo che tesero a fraternizzare. Vi furono ispezioni della Croce Rossa e gli ebrei internati poterono anche ricevere gli aiuti internazionali della DELASEM.
Con l'8 settembre 1943, il campo fu chiuso. Con la distruzione  del paese da parte  dei nazisti, il palazzo fu abbattuto.